# 4860 Gubbio
4860 Gubbio eller 1987 EP är en asteroid i huvudbältet som upptäcktes den 3 mars 1987 av den amerikanske astronomen Edward L.G. Bowell vid Anderson Mesa Station. Den är uppkallad efter den italienska staden Gubbio.
Asteroiden har en diameter på ungefär 25 kilometer.